# 野邊地站

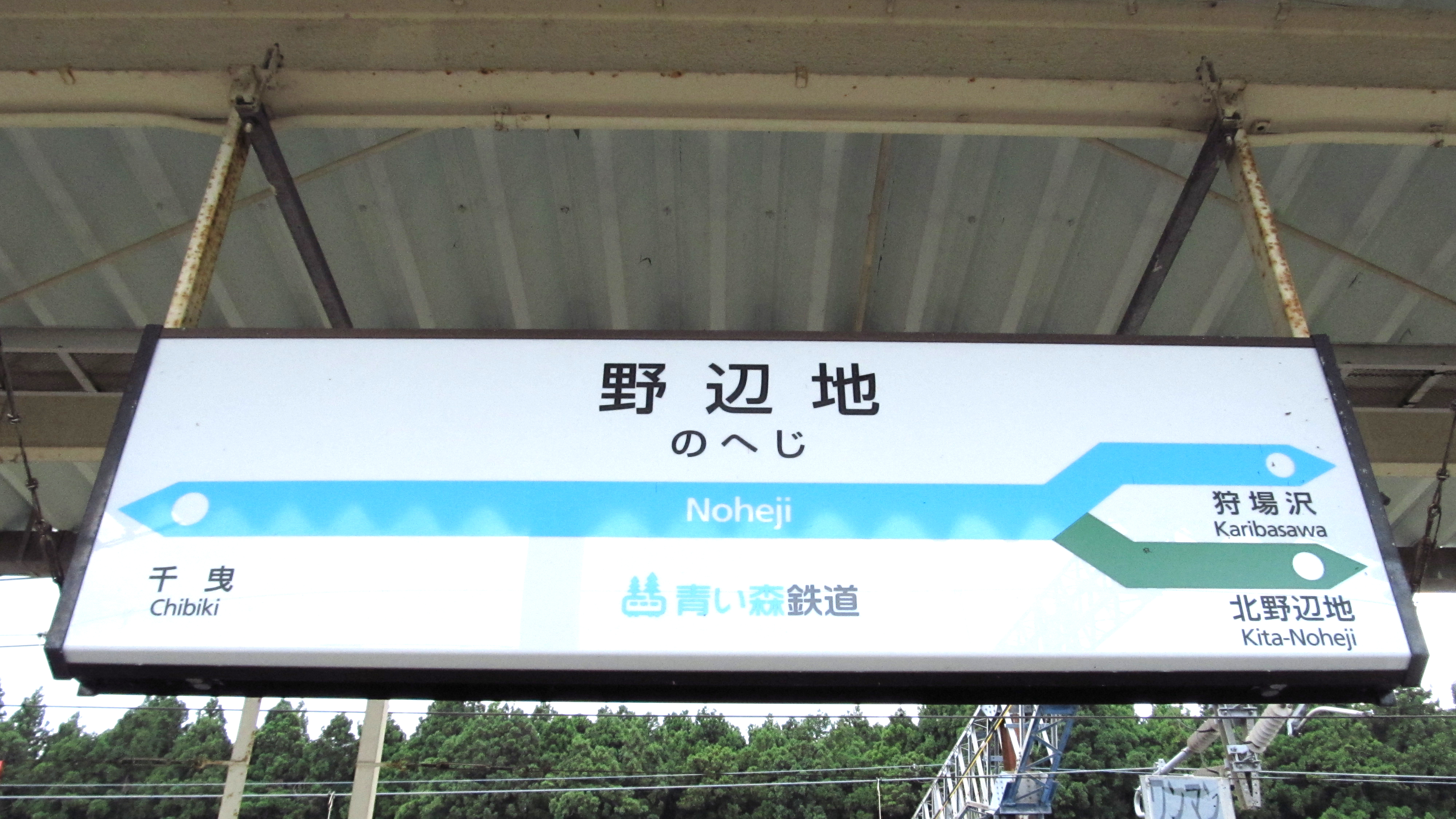
站名標示

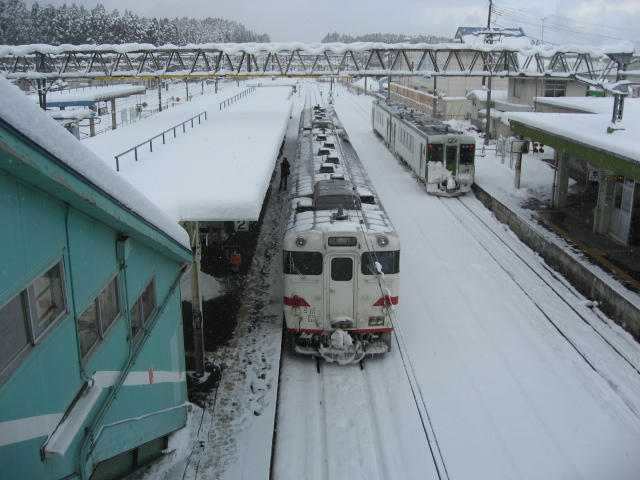
月台

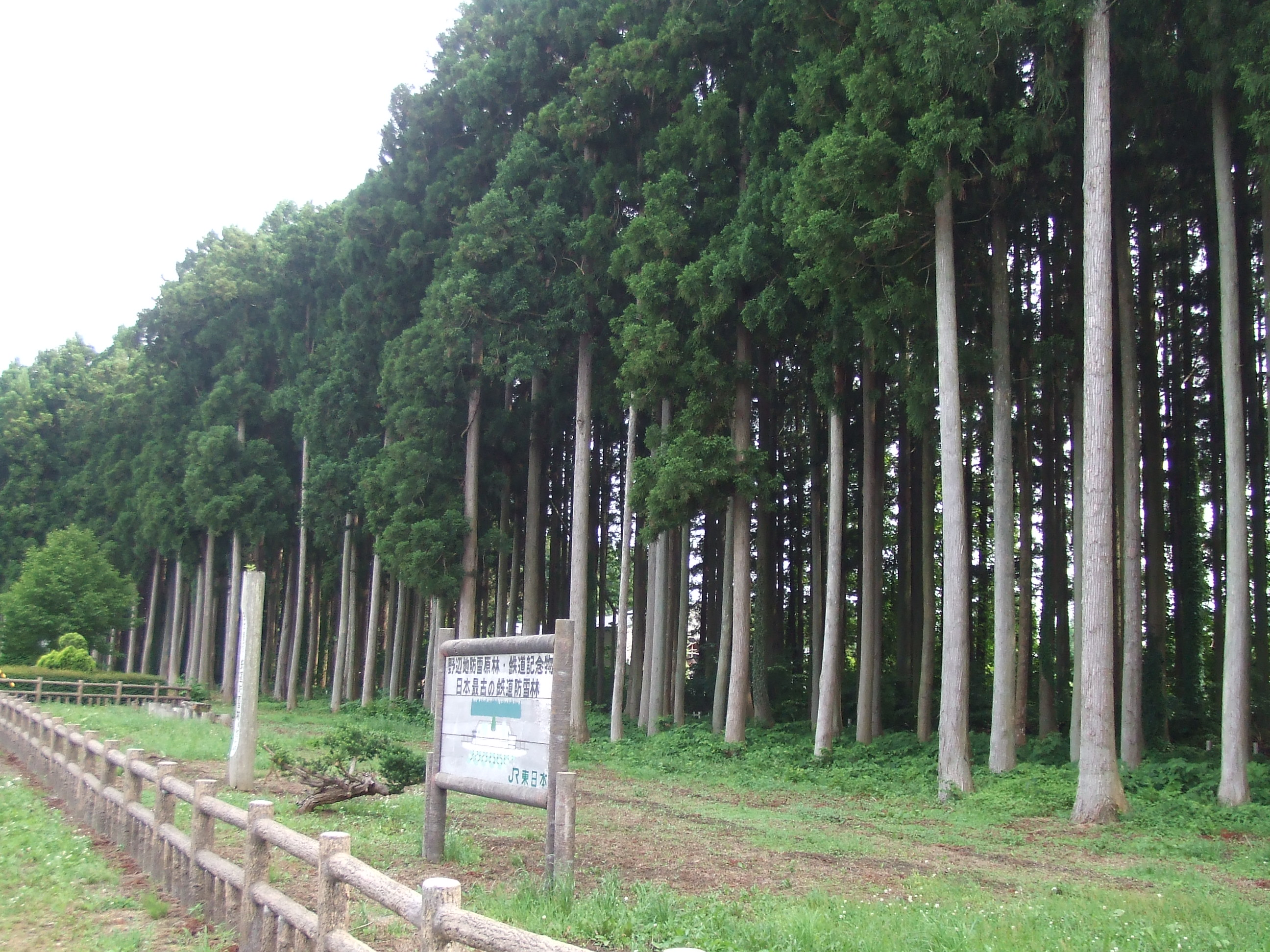
作為鐵道紀念物的鐵道防雪林（2010年6月）

野邊地站（日语：／ Noheji eki */?）是一個位於日本青森縣上北郡野邊地町字上小中野，屬於青森鐵道、東日本旅客鐵道（JR東日本）的鐵路車站。此站是兩間公司的共同使用站。但管理管歸青森鐵道。

## 車站構造
側式月台1面1線與島式月台2面4線，合計3面5線的地面車站（1號月台可停靠2節編組，2 - 5號月台可停靠13節編組）。站舍與月台以跨線橋聯絡。

### 月台配置
| 月台 | 路線        | 方向 | 目的地                   | 備註                       |
| ---- | ----------- | ---- | ------------------------ | -------------------------- |
| 1    | ■JR大湊線   | -    | 陸奧橫濱、下北、大湊方向 |                            |
| 1    | ■青森鐵道線 | 下行 | 青森方向                 | JR大湊線起只限直通         |
| 2    | ■青森鐵道線 | 上行 | 八戶方向                 | 待避列車、JR大湊線起的直通 |
| 2    | ■青森鐵道線 | 下行 | 青森方向                 | 此站始發、JR大湊線起的直通 |
| 2    | ■JR大湊線   | -    | 陸奧橫濱、下北、大湊方向 |                            |
| 3    | ■青森鐵道線 | 上行 | 八戶方向                 |                            |
| 4    | ■青森鐵道線 | 下行 | 青森方向                 |                            |
| 5    | ■青森鐵道線 | 下行 | 青森方向                 |                            |

## 使用情況
本列表只列舉JR東日本的日均使用量。因應2011年易手後，2010年度的數值有明顯的減幅，2011年度起減幅更為明顯。
| 上車人次推移 | 上車人次推移     | 上車人次推移    |
| 年度         | 1日平均 上車人次 | 來源            |
| ------------ | ---------------- | --------------- |
| 2000         | 1,041            | [ 利用客数 1 ]  |
| 2001         | 1,051            | [ 利用客数 2 ]  |
| 2002         | 974              | [ 利用客数 3 ]  |
| 2003         | 917              | [ 利用客数 4 ]  |
| 2004         | 868              | [ 利用客数 5 ]  |
| 2005         | 865              | [ 利用客数 6 ]  |
| 2006         | 840              | [ 利用客数 7 ]  |
| 2007         | 838              | [ 利用客数 8 ]  |
| 2008         | 849              | [ 利用客数 9 ]  |
| 2009         | 883              | [ 利用客数 10 ] |
| 2010         | 673              | [ 利用客数 11 ] |
| 2011         | 300              | [ 利用客数 12 ] |
| 2012         | 300              | [ 利用客数 13 ] |
| 2013         | 304              | [ 利用客数 14 ] |
| 2014         | 292              | [ 利用客数 15 ] |
| 2015         | 290              | [ 利用客数 16 ] |
| 2016         | 291              | [ 利用客数 17 ] |
| 2017         | 285              | [ 利用客数 18 ] |
| 2018         | 294              | [ 利用客数 19 ] |

## 相鄰車站
※臨時快速「Resort羅漢柏下北」的相鄰停靠站參見列車條目。
青森鐵道
■青森鐵道線
□快速「下北」（青森站到發）
（*大湊線）－野邊地－小湊
*:往大湊列車在大湊線內普通列車
□快速「下北」（八戶站到發）
上北町－（一部分停靠乙供）－野邊地－（**大湊線）
**:一部分列車在大湊線內普通列車
■普通
千曳－野邊地－***狩場澤－清水川
***:560M通過狩場澤站。
東日本旅客鐵道
■大湊線
□快速「下北」
（青森鐵道線）－野邊地－陸奧橫濱
■普通
（*青森鐵道線）－野邊地－北野邊地
*:青森鐵道線內作為快速「下北」運行

### 曾經存在的路線
南部縱貫鐵道
南部縱貫鐵道線
野邊地－西千曳

### 使用情況
1. ↑  各駅の乗車人員（2000年度） （页面存档备份，存于） - JR東日本
2. ↑  各駅の乗車人員（2001年度） （页面存档备份，存于） - JR東日本
3. ↑  各駅の乗車人員（2002年度） （页面存档备份，存于） - JR東日本
4. ↑  各駅の乗車人員（2003年度） （页面存档备份，存于） - JR東日本
5. ↑  各駅の乗車人員（2004年度） （页面存档备份，存于） - JR東日本
6. ↑  各駅の乗車人員（2005年度） （页面存档备份，存于） - JR東日本
7. ↑  各駅の乗車人員（2006年度） （页面存档备份，存于） - JR東日本
8. ↑  各駅の乗車人員（2007年度） （页面存档备份，存于） - JR東日本
9. ↑  各駅の乗車人員（2008年度） （页面存档备份，存于） - JR東日本
10. ↑  各駅の乗車人員（2009年度） （页面存档备份，存于） - JR東日本
11. ↑  各駅の乗車人員（2010年度） （页面存档备份，存于） - JR東日本
12. ↑  各駅の乗車人員（2011年度） （页面存档备份，存于） - JR東日本
13. ↑  各駅の乗車人員（2012年度） （页面存档备份，存于） - JR東日本
14. ↑  各駅の乗車人員（2013年度） （页面存档备份，存于） - JR東日本
15. ↑  各駅の乗車人員（2014年度） （页面存档备份，存于） - JR東日本
16. ↑  各駅の乗車人員（2015年度） （页面存档备份，存于） - JR東日本
17. ↑  各駅の乗車人員（2016年度） （页面存档备份，存于） - JR東日本
18. ↑  各駅の乗車人員（2017年度） （页面存档备份，存于） - JR東日本
19. ↑  各駅の乗車人員（2018年度） （页面存档备份，存于） - JR東日本

## 外部連結
- 青森鐵道野邊地站（页面存档备份，存于） -
- 車站資訊（野邊地）：東日本旅客鐵道